# Cissampelos hirta
Cissampelos hirta är en tvåhjärtbladig växtart som beskrevs av Johann Friedrich Klotzsch.
Cissampelos hirta ingår i släktet Cissampelos och familjen Menispermaceae. Inga underarter finns listade i Catalogue of Life.